# Curiosity – What’s Inside the Cube?
Curiosity – What’s Inside the Cube? (ursprünglich Curiosity) war ein Experiment und eine App von Peter Molyneux’ Firma 22Cans und erster Teil der Reihe 22 Experiments. Das Experiment begann am 6. November 2012 und endete am 26. Mai 2013.

## Spielprinzip
Alle Teilnehmer des Experiments befanden sich zeitgleich in einem weißen Raum und trugen gemeinsam Stück für Stück eines Würfels ab, der wiederum aus 69 Milliarden kleineren Würfeln (sog. Cubelets) in 326 übereinanderliegenden Schichten bestand. Ziel war, das Zentrum des Würfels zu erreichen und das Geheimnis zu entdecken, das von Molyneux als „in jeder Hinsicht lebensverändernd“ bezeichnet wurde.
Wenngleich das Ziel nur durch gemeinschaftliche Anstrengung erreicht werden konnte, so wurde das Geheimnis nur demjenigen offenbart, der den letzten Block und damit die letzte Schicht des Würfels abtrug.
Für das Abtragen von Cubelets wurden die Spieler mit Münzen belohnt, die sie in Sonderfertigkeiten investieren und damit beispielsweise temporär effizienter Cubelets abbauen konnten.

## Veröffentlichung
Ursprünglich für den 7. November 2012 um 0.22 Uhr geplant, wurde Curiosity bereits einen Tag vorher im iTunes Store ohne Wissen von 22Cans veröffentlicht. Die Android-Version folgte am selben Tag. Über 250.000 Spieler in den ersten 24 Stunden des Experiments und über eine halbe Million Spieler in den ersten 2 Tagen sorgten für massive Verbindungsprobleme. 22Cans und Molyneux reagierten mit Entschuldigungen und einem Spendenaufruf, um die Serverkapazitäten auszubauen. Anhaltende Serverprobleme verhinderten bis zuletzt eine Veröffentlichung von Curiosity auf PC.
Im Verlauf des Experiments wurden Bezahlfunktionen hinzugefügt, so konnten später mittels Mikrotransaktionen Cublets entfernt bzw. auch hinzugefügt werden.

## Abschluss
Am 26. Mai 2013 gab 22Cans auf Twitter bekannt, dass die letzte Ebene abgetragen und Curiosity gelöst wurde. Der Gewinner wurde zeitgleich über die App informiert; Molyneux verkündete eine Stunde später, dass Bryan Henderson aus Edinburgh der Gewinner sei. Henderson wurde daraufhin die Wahl gelassen, ob er das Geheimnis für sich behalten oder mit der Öffentlichkeit teilen wolle, woraufhin sich Henderson entschied, die Öffentlichkeit zu informieren.
Der Inhalt des Würfels bestand aus einem Video, in dem Molyneux das Ende von Curiosity bekanntgab, allen Spielern für ihre Beteiligung dankte und die Hintergründe des Experiments sowie den Gewinn erläuterte. Henderson wird demnach im kommenden Computerspiel Godus von 22Cans die Rolle des höchsten Gotts übernehmen, in die Entwicklung des Spiels eingebunden und an allen Gewinnen, die mit Godus erwirtschaftet werden, beteiligt.
Insgesamt nahmen an Curiosity rund vier Millionen Spieler teil, davon wurden bereits drei Millionen bis Ende Dezember 2012 registriert.
In die Kritik geriet 22Cans 2015, als bekannt wurde, dass der Gewinner noch keinerlei Gewinnbeteiligung an Godus erhalten habe und 22Cans auch auf mehrfache Anfragen von Henderson nicht mehr reagiert habe. Gegenüber dem britischen Spielemagazin Eurogamer, das in einem ausführlichen Artikel über das Thema berichtete, sprach Molyneux eine Entschuldigung aus und verwies auf Schwierigkeiten bei der Entwicklung, die die Integration von Henderson als „God of Gods“ bislang verhindert hätten.
In einem Interview behauptete Molyneux 2017, dass mit dem Spiel Godus kein Geld verdient wurde und der Gewinner von Curiosity daher auch kein Geld bekäme.